# Robert Dover
Robert Dover (Chicago, Estats Units 1956) és un genet estatunidenc, ja retirat, va participar a sis jocs olímpis i hi va guanyar quatre medalles olímpiques.
Va néixer el 7 de juny de 1956 a la ciutat de Chicago a l'estat d'Illinois. Amb son xicot i genet de salt Robert Ross va crear el 1996 la Equestian AIDS Foundation (EAF — Fundació Eqüestre per a la sida).

## Carrera esportiva
Especialista en doma clàssica va participar, als 28 anys, en els Jocs Olímpics d'Estiu de 1984 a Los Angeles als Estats Units, on va finalitzar sisè en la prova per equips, guanyant així un diploma olímpic, i dissetè en la prova individual. En els Jocs Olímpics d'Estiu de 1988 a Seül (Corea del Sud) finalitzà novament sisè en la prova per equips, guanyant un nou diploma olímpic, i tretzè en la prova individual de doma. En els Jocs Olímpics d'Estiu de 1992 a Barcelona (Catalunya) guanyà la primera de les seves quatre medalles de bronze en la prova per equips, finalitzant així mateix vint-i-dosè en la prova individual. Va guanyar sengles medalles de bronze en les proves per equips dels Jocs Olímpics d'Estiu de 1996  a Atlanta (Estats Units), Jocs Olímpics d'Estiu de 2000 a Sydney (Austràlia) i Jocs Olímpics d'Estiu de 2004 a Atenes (Grècia), finalitzant en la prova individual vint-i-cinquè, vint-i-tresè i sisè respectivament.